# Andrew VanWyngarden
Andrew VanWyngarden (Columbia, 1º febbraio 1983) è un cantante e polistrumentista statunitense, noto come frontman della band alternative rock MGMT.
Ha ricevuto una nomination ai Grammy Award 2010 per la Migliore Performance Pop da parte di un Duo o un Gruppo, mentre la band è stata nominata nella categoria Migliori Nuovi Artisti.

## Biografia
Andrew VanWyngarden è nato in Columbia, Missouri, ed è cresciuto a Memphis, Tennessee.
Suo padre Bruce VanWyngarden è l'editore della rivista alternativa Memphis Flyer dal 1992. Andrew basa i ricordi della sua infanzia sul periodo passato a Memphis pescando e andando in campeggio con suo padre. "Mi sono sempre piaciuti la natura e l'oceano" dice il cantante "I miei amici e io uscivamo con le reti e facevamo piccoli acquari con le creature che trovavamo".
Le sue prime influenze musicali derivano dal sentire suo padre suonare i The Who.
Verso i sette anni Andrew ricevette in regalo da i suoi genitori per natale una Les Paul, immediatamente iniziò a suonarla e più avanti nello stesso periodo riuscì a vincere un contest suonando "Under the Bridge" dei Red Hot Chili Peppers insieme ad un suo compagno di classe della Lausanne Collegiate School, un istituto collegiale da lui frequentato.
Da quel momento in poi per natale chiese solo strumenti musicali, e così anno dopo anno ottenne: un set di batteria, un banjo e un mandolino.
In seguito insieme alla sorella si appassionò a band come Nirvana e Phish, e in una soffitta di casa trovò raccolte di Neil Young, Bob Dylan e Rolling Stones.

## Curiosità
Tra i suoi registi preferiti cita David Lynch e Federico Fellini.

## Vita privata
VanWyngarden attualmente vive a Rockaway Beach, Queens, New York.

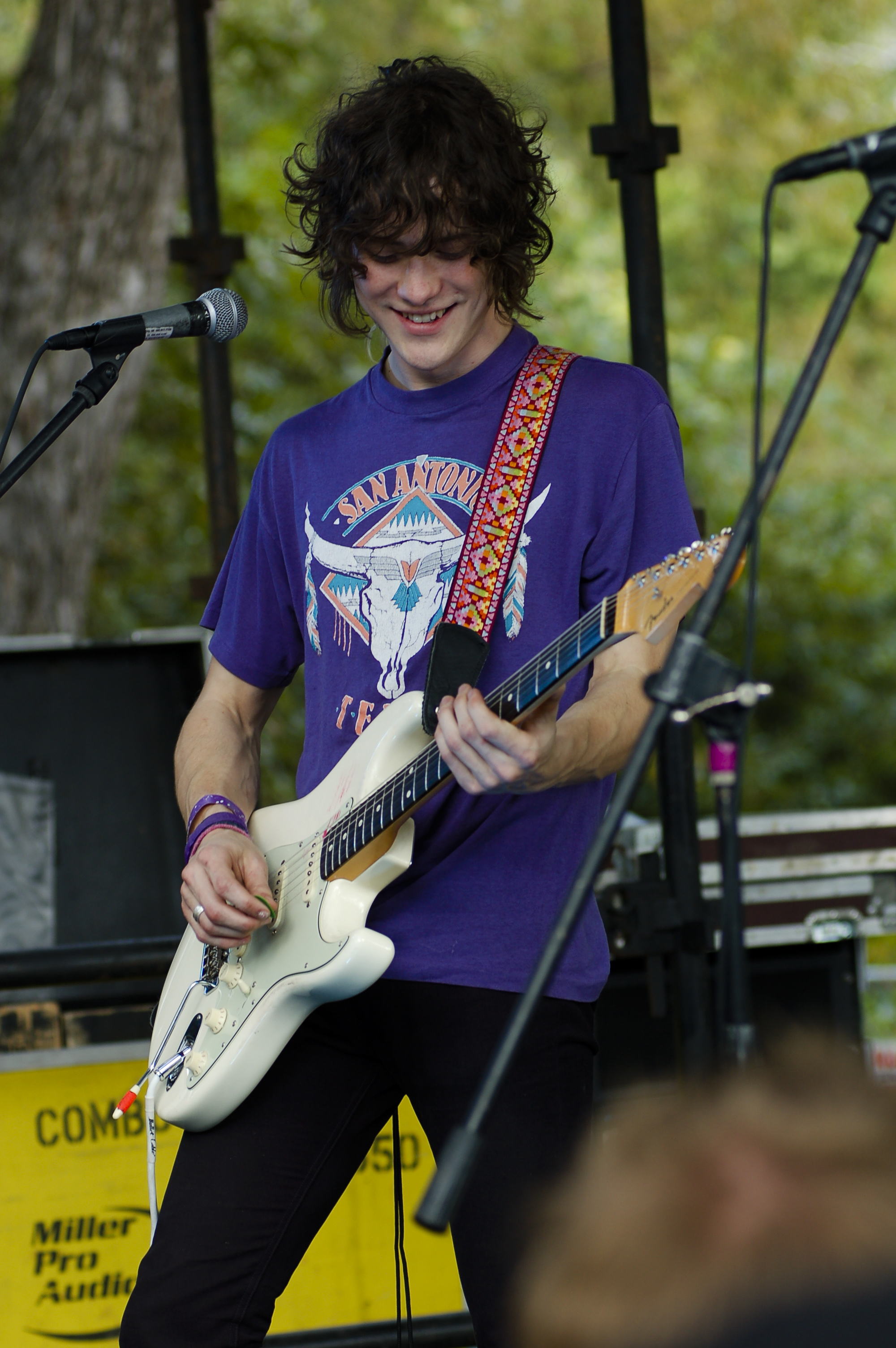
Andrew durante una esibizione.

Ha avuto una relazione con la modella Camille Rowe terminata nel 2014.